# Gadzhimurad Rashidov
Gadzhimurad Gazigandovich Rashidov (russo:  Гаджимурад Газигандович Рашидов; IPA: [ɡəd͡ʐʐɨmʊˈrat rɐˈʂɨdəf]; Gubden, 30 de outubro de 1995) é um lutador de estilo-livre russo, medalhista olímpico.

## Carreira
Rashidov participou dos Jogos Olímpicos de Verão de 2020 em Tóquio, onde participou do confronto de peso leve como representante do Comitê Olímpico Russo, conquistando a medalha de bronze após derrotar o húngaro Ismail Musukaev.